# NGC 5121
NGC 5121 је спирална галаксија у сазвежђу Кентаур која се налази на NGC листи објеката дубоког неба.
Деклинација објекта је - 37° 40' 57" а ректасцензија 13h 24m 45,4s. Привидна величина (магнитуда) објекта NGC 5121 износи 10,7 а фотографска магнитуда 11,6. Налази се на удаљености од 22,1000 милиона парсека од Сунца. NGC 5121 је још познат и под ознакама ESO 382-57, MCG -6-29-35, AM 1321-372, IRAS 13219-3725, PGC 46896.